# Joie de vivre

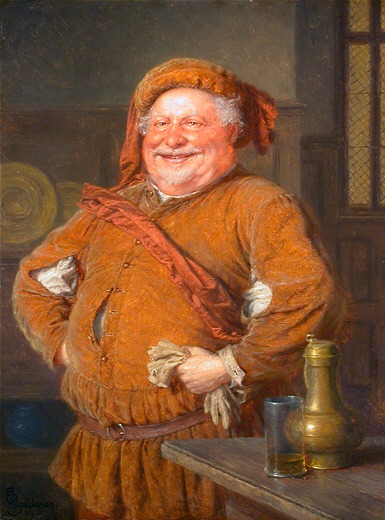
Representación de Falstaff, un personaje literario bien conocido por su joie de vivre, en un cuadro de Eduard von Grützner.

La joie de vivre (pronunciación en francés: /ʒwa d(ə) vivʁ/; «alegría de vivir», «gozo de vivir») es una expresión francesa también utilizada en español que denota el gozo que siente una persona ante la vida. A menudo representada en la literatura, describe generalmente la expresión de la autoconfianza, la vitalidad, el optimismo, la creatividad y la felicidad del sujeto.

## Origen y desarrollo
El uso casual de esta expresión se puede remontar al menos a Fénelon a finales del siglo xvii, pero solo obtuvo prominencia literaria en el siglo xix, en primer lugar por Jules Michelet, quien contrapuso en su obra panteísta Insecte (1857) la vida pasiva de las plantas con la joie de vivre animal, y posteriormente por Émile Zola en su obra del mismo nombre de 1883-84.
A partir de este punto, adquirió un peso creciente como modo de vida, evolucionando en ocasiones prácticamente a una religión secular a principios del siglo xx, aunque no estuvo libre de detractores: Miguel de Unamuno, escritor español de la generación del 98, rechazó la joie de vivre francesa, contrastándola con el sentimiento trágico de la vida y la inmortalidad del alma.
En la segunda mitad del siglo, la joie de vivre alimentó el énfasis lacaniano en «una jouissance más allá del principio del placer» y obtuvo una prominencia global con el surgimiento de la cultura hippie.

## Psicología
Ideólogos de la autorrealización del siglo xx tales como Abraham Maslow y Carl Rogers observaron, como uno de sus subproductos, el redescubrimiento de lo que el segundo denominó «el gozo silencioso de ser uno mismo... un relajado disfrute espontáneo, una primitiva joie de vivre».
La joie de vivre también se ha vinculado al concepto de D. W. Winnicott de un sentido de juego y de acceso al verdadero self.